# Calliapagurops charcoti
Calliapagurops charcoti är en kräftdjursart som beskrevs av De Saint Laurent 1973. Calliapagurops charcoti ingår i släktet Calliapagurops och familjen Callianassidae. Inga underarter finns listade i Catalogue of Life.